# Sistema homogéneo
En química un sistema homogéneo es aquel sistema material que presenta las mismas propiedades intensivas en cualquier parte de dicho sistema. Una forma de comprobarlo es mediante su visualización. Si no se pueden distinguir las distintas partes que lo forman, este será homogéneo.
Esto no es así en todos los casos, como por ejemplo un gel que a simple vista se ve igual en todas sus partes, pero no están repartidos por igual los componentes de la sustancia, por lo tanto esta será una sustancia heterogénea. 
El sistema homogéneo es aquel que tiene varios componentes y que a simple vista no se logran distinguir  como por ejemplo sal totalmente disuelta en agua como si fuera un aire.

## Clasificación
- Disoluciones o soluciones:[2] cuando el sistema tiene una sola fase visible. Las disoluciones están formadas, como mínimo, por un solvente y un soluto.

Las soluciones son sistemas  pueden fraccionarse en componentes más sencillos por medio de la destilación o la cristalización. Dichos componentes, a su vez, son sustancias puras. La aplicación sucesiva de los métodos de separación de fases y de fraccionamiento, permite obtener un conjunto de sustancias puras,a partir de un sistema heterogéneo.
- Sustancias puras: es aquel sistema que está formado por una sola sustancia. Una sustancia pura es un sistema homogéneo a partir del cual no es posible obtener otras sustancias por medio de métodos de fraccionamiento. Pueden ser simples o compuestas; las simples están formadas por un único tipo de elemento, ejemplo: ozono y el oxígeno. Las compuestas, por ejemplo el H2O, se separan por el método de descomposición.

Las otras tres clases, distinguen los tipos de intercambio que puede realizar el sistema con el medio:
- Abiertos: son todos aquellos que pueden intercambiar energía y materia con el medio ambiente. Por ejemplo: Un vaso con agua caliente. Se enfría por acción de un intercambio de temperatura con el medio (intercambia energía) y libera vapor al medio (intercambia masa con el medio).
- Cerrados: son todos aquellos que intercambian energía con el medio que los rodea pero no intercambia materia. Por ejemplo: Un jarrón cerrado con alcohol. Si bien el alcohol puede recibir calor del medio (energía) y este se evapora, no puede salir del recipiente y por lo tanto no intercambia materia.
- Aislados: son aquellos que no realizan intercambio alguno, ni de materia ni de energía. Por ejemplo: Un termo con agua fría. Si tenemos agua a 1 °C dentro de un termo y al cabo de cinco horas medimos su temperatura, verificaremos que sigue siendo la misma. No hubo intercambio de energía. Por consiguiente tampoco hay intercambio de materia ya que está aislado del medio. Se debe destacar que estos sistemas son ideales, pues en la realidad no existe ningún dispositivo para aislar a un sistema del medio y siempre habrá intercambio o de materia o de energía; el más perfecto es el frasco de Dewar.